# Giovanni Claudio
Giovanni Claudio (Pianella, ... – Venezia, ...; fl. XVI secolo) è stato un avvocato e letterato italiano.
Nato a Pianella verso la fine del XV secolo morì a Venezia verso la metà del XVI secolo. Fu un giureconsulto ed uno dei primi letterati del XVI secolo. Diverse furono le sue opere sulla giurisprudenza di quel secolo.

## Opere
- Consilia Duo Feudalia;
- De Commodis Possessionis;
- De augendo, tuendoque imperio.

| Controllo di autorità | VIAF (EN) 89497412 · ISNI (EN) 0000 0000 6227 1173 · SBN CNCV003670 |